# Cuisine belge
 (février 2025).
La mise en forme du texte ne suit pas les recommandations de Wikipédia : il faut le « wikifier ».
Les points d'amélioration suivants sont les cas les plus fréquents. Le détail des points à revoir est peut-être précisé sur la page de discussion.
- Les titres sont pré-formatés par le logiciel. Ils ne sont ni en capitales, ni en gras.
- Le texte ne doit pas être écrit en capitales (les noms de famille non plus), ni en gras, ni en italique, ni en « petit »…
- Le gras n'est utilisé que pour surligner le titre de l'article dans l'introduction, une seule fois.
- L'italique est rarement utilisé : mots en langue étrangère, titres d'œuvres, noms de bateaux, etc.
- Les citations ne sont pas en italique mais en corps de texte normal. Elles sont entourées par des guillemets français : « et ».
- Les listes à puces sont à éviter, des paragraphes rédigés étant largement préférés. Les tableaux sont à réserver à la présentation de données structurées (résultats, etc.).
- Les appels de note de bas de page (petits chiffres en exposant, introduits par l'outil «  Source ») sont à placer entre la fin de phrase et le point final[comme ça].
- Les liens internes (vers d'autres articles de Wikipédia) sont à choisir avec parcimonie. Créez des liens vers des articles approfondissant le sujet. Les termes génériques sans rapport avec le sujet sont à éviter, ainsi que les répétitions de liens vers un même terme.
- Les liens externes sont à placer uniquement dans une section « Liens externes », à la fin de l'article. Ces liens sont à choisir avec parcimonie suivant les règles définies. Si un lien sert de source à l'article, son insertion dans le texte est à faire par les notes de bas de page.
- La présentation des références doit suivre les conventions bibliographiques. Il est recommandé d'utiliser les modèles {{Ouvrage}}, {{Chapitre}}, {{Article}}, {{Lien web}} et/ou {{Bibliographie}}. Le mode d'édition visuel peut mettre en forme automatiquement les références.
- Insérer une infobox (cadre d'informations à droite) n'est pas obligatoire pour parachever la mise en page.

Pour une aide détaillée, merci de consulter Aide:Wikification.
Si vous pensez que ces points ont été résolus, vous pouvez retirer ce bandeau et améliorer la mise en forme d'un autre article.

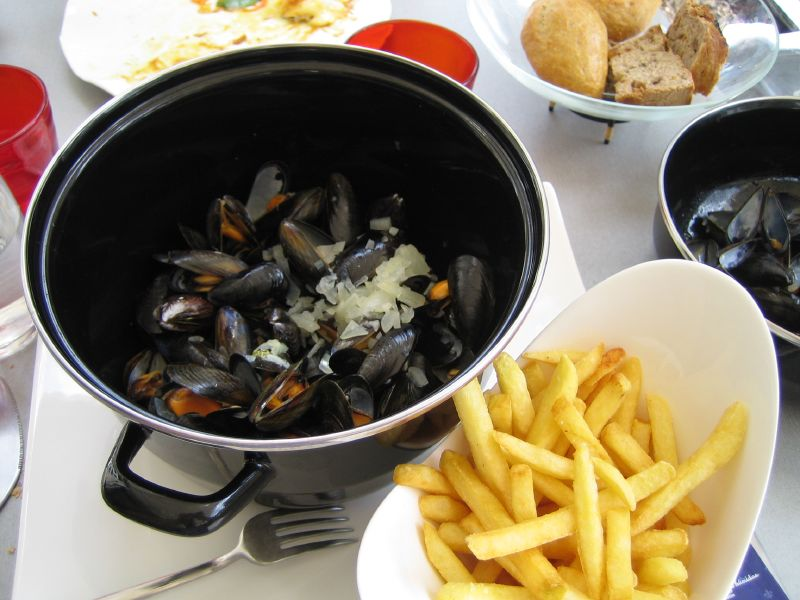
Moules-frites, un des plats nationaux de Belgique.

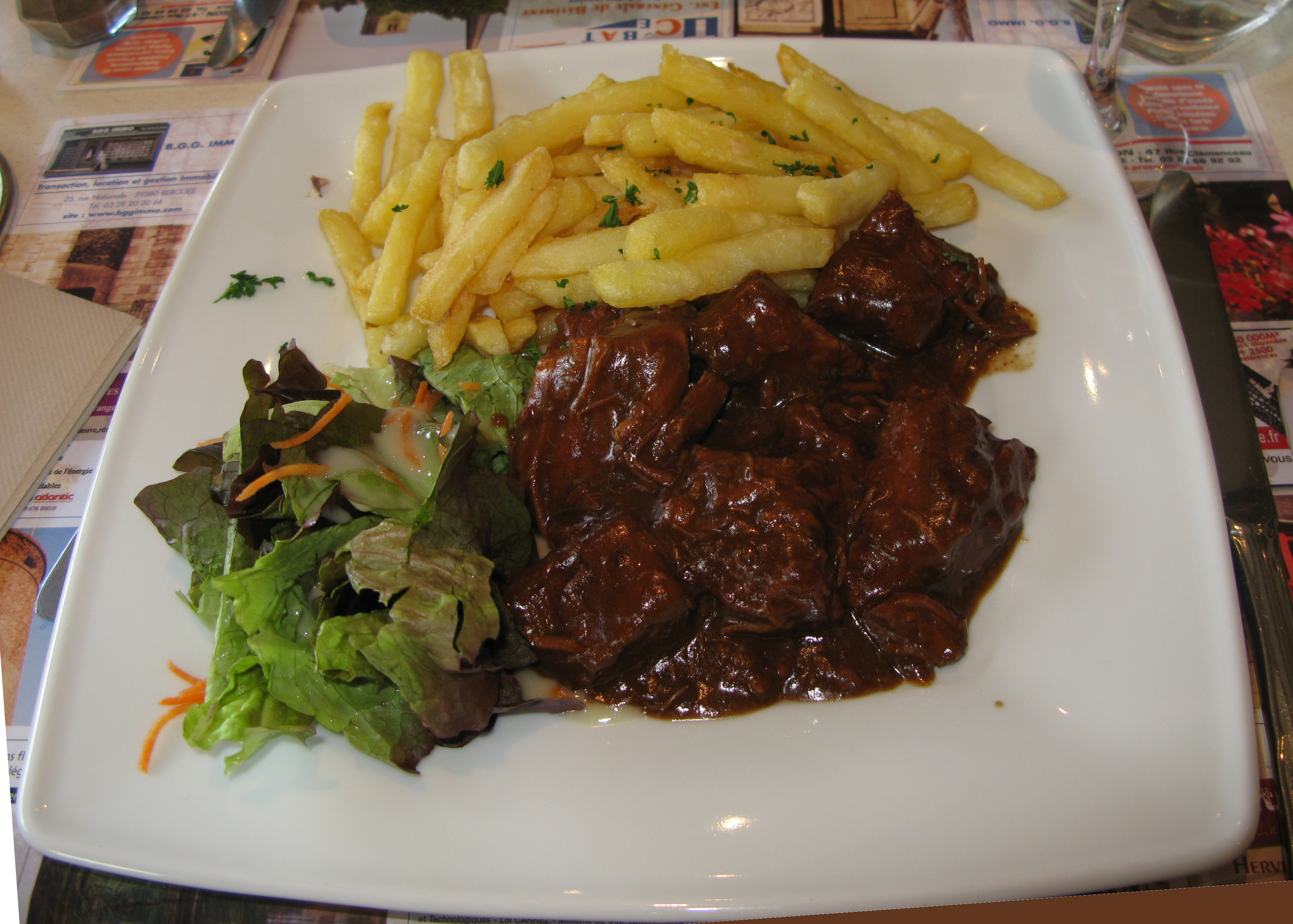
Carbonade flamande, un autre plat national.

La cuisine belge est variée et connaît des différences régionales significatives. Elle est aussi influencée par les cuisines traditionnelles des pays voisins proches que sont l'Allemagne, la France et les Pays-Bas. Il est dit parfois que la cuisine belge est servie avec la quantité de la cuisine allemande mais avec la qualité de la cuisine française,. Hors du pays, la Belgique est principalement connue pour le chocolat, les gaufres, les frites et la bière.
Bien que la cuisine belge ait plusieurs plats nationaux distincts, beaucoup de plats « internationaux » sont aussi populaires en Belgique.
La cuisine belge se base traditionnellement sur les produits régionaux et de saisons. Les ingrédients typiques des plats sont la pomme de terre, le poireau, le persil, la crevette grise, les asperges blanches, les chicons (endives belges) et les bières locales, en plus des produits européens plus communs comme la viande, le fromage et le beurre. Les Belges mangent généralement trois plats par jour : le déjeuner (le matin), le dîner (le midi), et le souper (le soir).
La Belgique compte une pléthore de plats et de produits spécifiques à une région particulière : le waterzooï de Gand, la couque de Dinant, la tarte au riz de Verviers, les boulets à la liégeoise. Bien que cette origine locale soit reconnue, ces produits se trouvent partout en Belgique.

## Plats typiques

### Casse-croûtes

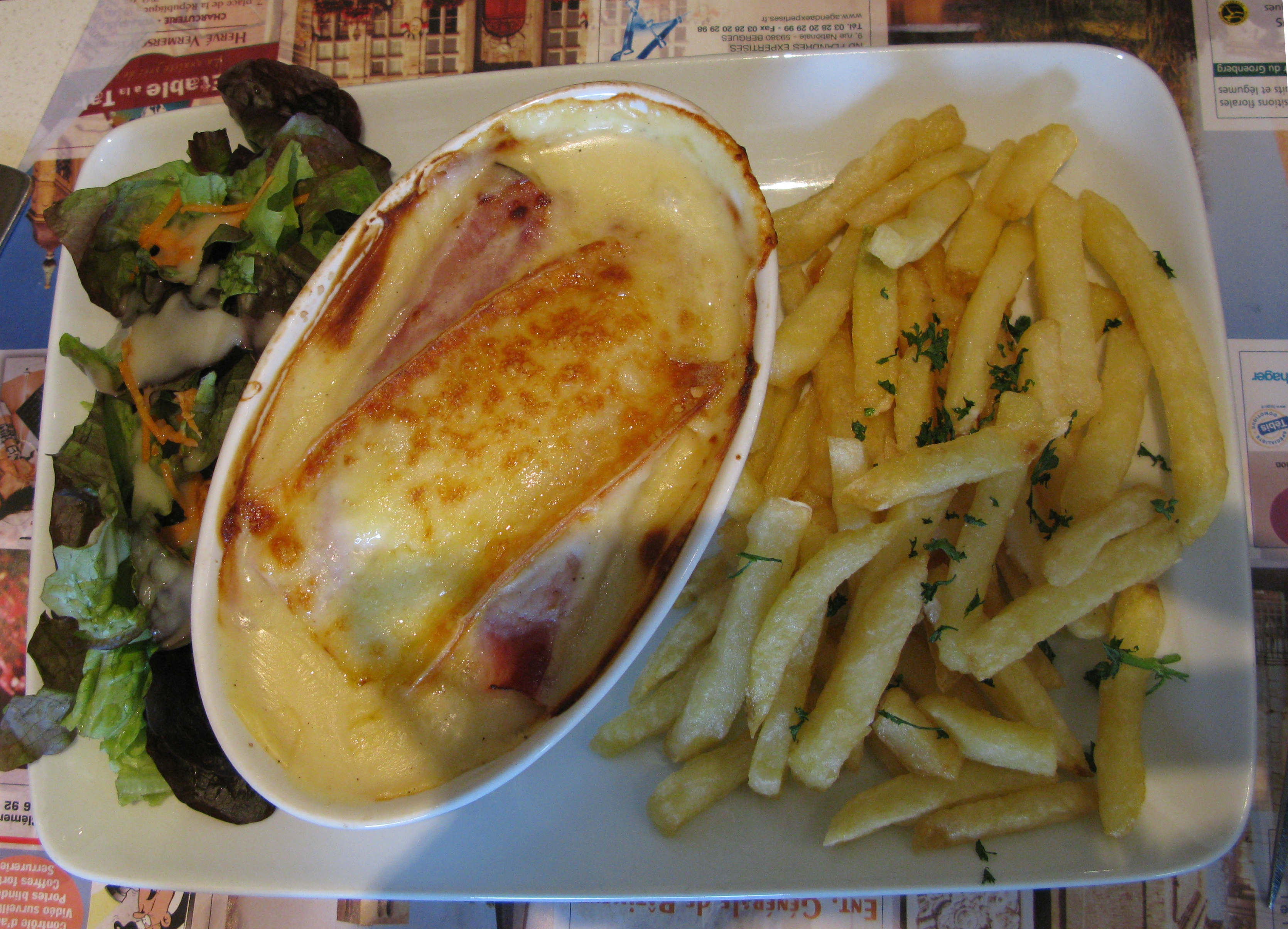
Chicons au gratin (gegratineerde witloof).

- Tartines : tranches de pain belge tartinées de pâté, de fromage, d'américain (viande crue hachée et assaisonnée), de saucisson, de confiture, etc.
- Charcuterie : souvent fumée, comme le jambon et le saucisson d'Ardenne ou le saucisson chasseur et le pâté, souvent fait de gibier (comme le sanglier).
- Fromage : il existe de nombreux fromages belges font partie de la gastronomie belge, comme le fromage de Herve ou le Bouquet des Moines. La Wallonie compte à elle seule plus de 700 sortes de fromages[réf. nécessaire].

### Entrées
- Tomate-crevette : tomate évidée garnie de crevettes grises accompagnées de mayonnaise, servie en encas ou comme entrée (très populaire en Belgique).
- Croquettes aux crevettes grises ou au parmesan.
- Pêche au thon : pêches mélangées ou farcies avec du thon et de la mayonnaise.
- Gougères à la boulette de Crau Stofe.

### Plats

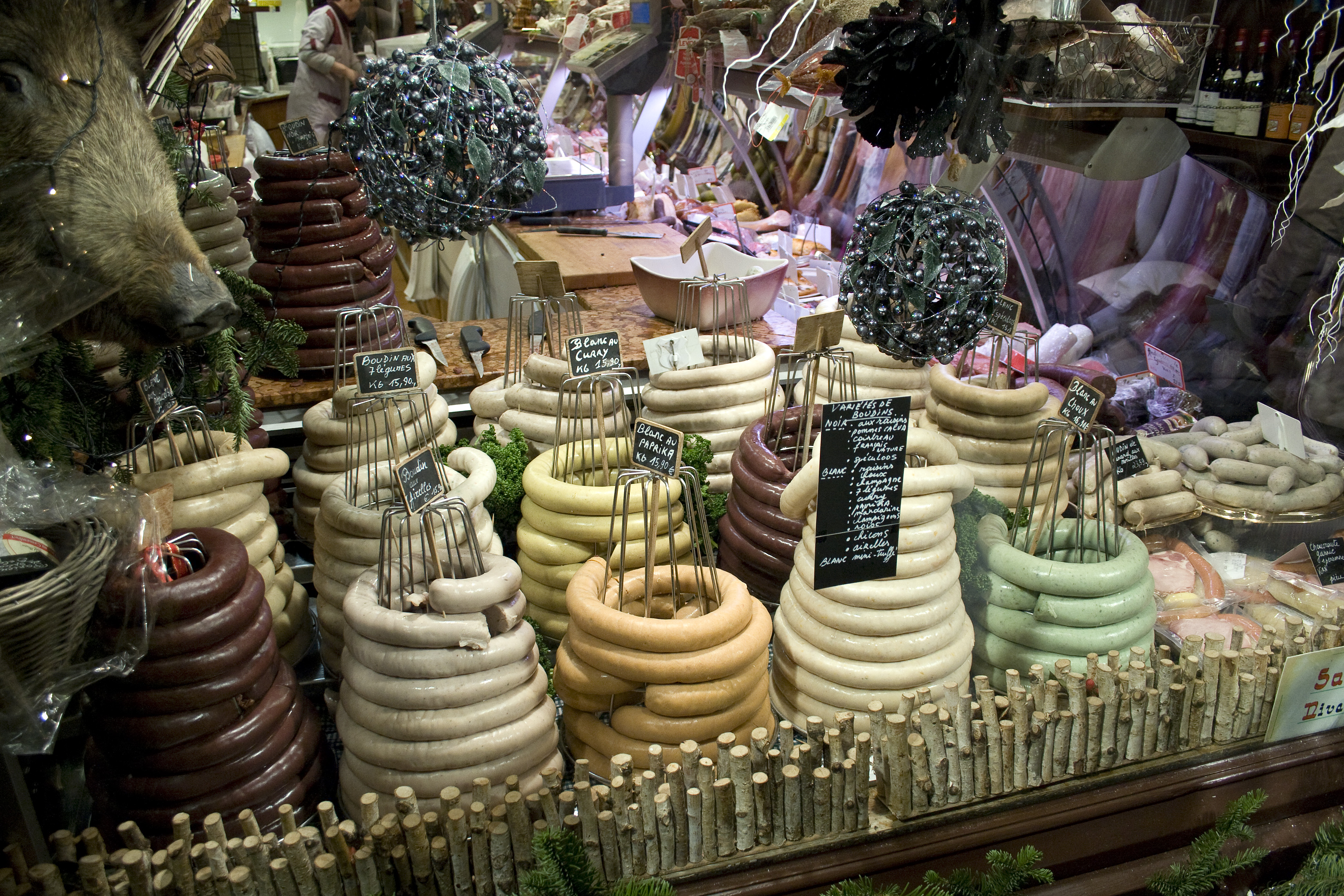
Variétés de boudins en vente au marché de Noël de Bruxelles.

- Salade liégeoise : salade de pommes de terre et haricots verts avec lardons déglacés au vinaigre.
- Boulet à la liégeoise : boulettes de viande (porc-bœuf) de grand format accompagnées d'une sauce à base de sirop de Liège servies avec des frites. Cette dénomination n'est valable que hors de Liège, où ce plat s'appelle « boulet sauce lapin ».
- Moules-frites : moules cuisinées aux oignons et au céleri servies avec des frites. Ce plat a souvent été qualifié de plat national[3] mais se retrouve également dans les départements du Nord en France.
- Carbonade flamande : une daube de bœuf, similaire au bœuf bourguignon français, mais préparée avec une bière belge et non avec un vin français. Elle est servie avec du pain, des frites et de la moutarde et s'accompagne généralement d'une bière. Ce plat est également considéré comme un plat national.
- Carbonnades carolorégiennes.
- Carbonnades à la joue de bœuf et à la bière trappiste.
- Steak frites.
- Waterzooï : une soupe de poulet ou de poissons avec des légumes, de la crème et des œufs, généralement associé à la ville de Gand.
- Chicons au gratin : un gratin de chicons à la sauce béchamel avec du fromage. Les chicons sont souvent enroulés dans du jambon.
- Poulet-frites-compote : plat typique du dimanche.
- Lapin à la gueuze : lapin cuit à la gueuze (bière).
- Escavèche de Chimay ou Virelles
- Filet américain : bœuf haché finement, mangé cru et froid. Il s'étale sur un sandwich ou du pain et est parfois accompagné de sauce (généralement la sauce américaine) et servi avec des frites. Quand il est servi au souper, le filet américain est mélangé avec des oignons et des câpres comme pour un steak tartare, mais conserve son nom.
- Anguilles au vert : anguilles préparées dans une sauce d'herbes aromatiques mélangées et servies avec du pain et des frites. Ce plat s'accompagne d'une bière ou, parfois, d'un vin d'Alsace.
- Boudin : souvent mangé avec des pommes de terre et de la compote de pomme, parfois mangé froid ou au barbecue. Le boudin est traditionnel aux fêtes de fin d'année. Le boudin blanc de Liège est en cours de dénomination IGP.
- Stoemp : pommes de terre écrasées avec des légumes (généralement des carottes, des poireaux ou du chou) et servies avec des saucisses ou du lard.
- Vol-au-vent : bouchée de pâte feuilletée farcie de poulet, de champignons, de petites boulettes et servie avec des frites.
- Pâtes à la cassonade : pâtes mélangée à du beurre le tout saupoudré de cassonade[4].
- Beefsteak à la boraine
- Avisance de Namur
- Gigue de chevreau moutarde
- Cacasse ou fricassée ardennaise
- Petits oûhès Lîdgwès
- L'Atte
- Carré de porc frais à l'ardennaise
- Côtelette al berdouille
- Côtes de porc Saint-Hubert
- Côtes de porc à l'ardennaise
- Carbonnade de porc au vinaigre : spécialité carolo
- Hochepot à l'ardennaise
- Casserole ardennaise (jarret de jambon)
- Tripes à l’djotte
- Tarte al d’jote
- Hatches de Grez-Doiceau
- Gras double à la luxembourgeoise
- Leverknoedellen : quenelles de foie de veau, spécialité d'Arlon
- Matoufé
- Pâté gaumais
- Bonan
- Soupe aux oignons

### Desserts

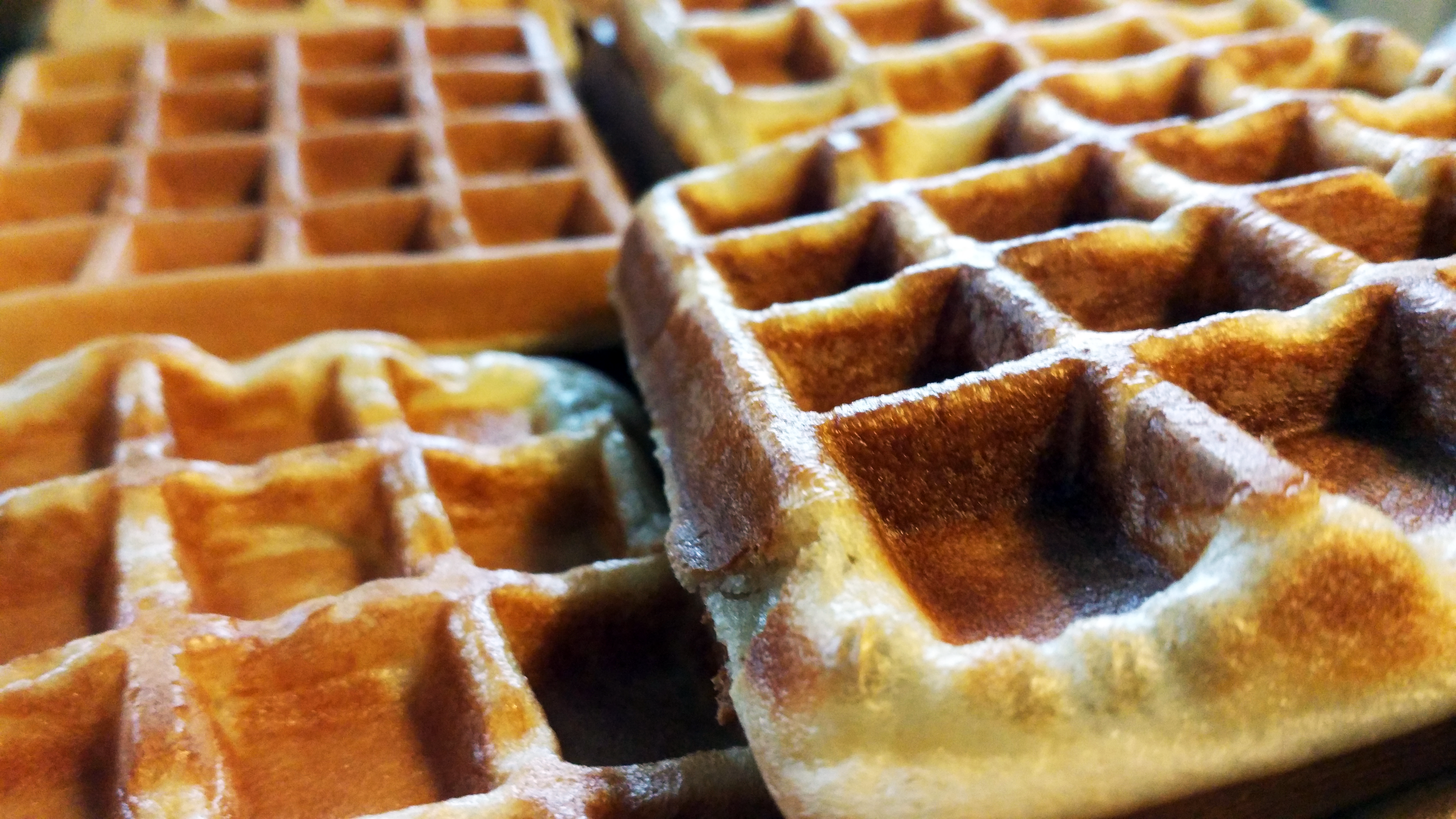
Gaufres.

- Gaufres : parfois mangées dans la rue et vendue par des glaciers. Parmi les gaufres les plus connues sont les variétés liégeoises, bruxelloise et les stroopwafels. Les gaufres fourrées de fruits (pomme ou cerise) sont également une spécialité belge.
- Spéculoos : un biscuit à la cannelle.
- Croustillons : boulettes de pâte sucrée frites, mangées avec du sucre impalpable dans les foires ou kermesses ou lors d'occasions spéciales.
- Lacquemant : fine gaufrette souple, à base de froment, coupée en deux sur son épaisseur, fourrée et nappée de sirop de sucre candi parfumé à la fleur d'oranger.
- Tarte au riz : une tarte dont le contenu ressemble à un riz au lait plus dense ; celle de Verviers est particulièrement renommée.
- Sirop de Liège : un sirop pâteux fait de jus de fruit (pomme et poires essentiellement) accompagnant les fromages ou utilisé pour élaborer des sauces.
- Cuberdon : un bonbon violet en forme de cône fait de gomme arabique.
- Pain à la grecque : pâtisserie bruxelloise, contrairement à ce que son nom semble indiquer, constituée par un simple rectangle de pain au lait, à la cassonade et à la cannelle.
- Tarte au maton : spécialité au lait caillé originaire de Grammont.
- Merveilleux : un petit gâteau composé de meringue et de chantilly.
- Croustillons Liégeois aussi appelé Pets-de-nonne
- Baisers : pâtisserie composée de deux biscuits aux amandes qui maintiennent une crème au beurre. Différentes variétés existe : de Gembloux, de Namur, de Jambes, de Malmédy…
- Gosette : pâtisserie fourrée de pomme ou de cerise
- Rombosse
- Couque de Dinant
- Cramique
- Cougnou
- Galette de Nouvel An
- Beignets de pommes
- Boules ardennaises
- Knoedelle ou couques de Suisse : spécialité d'Arlon
- Quenelles au fromage blanc : spécialité ardenaise
- Bernardins
- Macarons de Beaumont
- Moniches
- Gayette du Pays Noir
- Bouquette liégeoise

## Frites
Les frites sont très populaires en Belgique. La France et la Belgique revendiquent son origine bien que celle-ci soit formellement identifiée comme venant de Belgique.[réf. nécessaire].
En Belgique, les frites sont vendues dans les établissements de restauration rapide généralistes ou dans des restaurants spécialisés appelés friteries en français et frietkot ou frituur en néerlandais. Elles sont souvent proposées avec une variété de sauces chaudes ou froides et mangées soit seules soit accompagnées d'autres encas. Traditionnellement, elles sont servies dans un cornet de frites (ou puntzak en néerlandais) ou en barquettes en plastique, la sauce étant versée par-dessus. Les portions les plus larges sont souvent servies dans des récipients en carton plat pour plus de praticité. Les autres encas proposés pour accompagner les frites incluent les fricadelles, boulettes de viande ou les croquettes. Dans certains cas, les frites sont servies dans une baguette accompagnée de leur sauce et de viande et sont alors appelées « mitraillette ». Dans les zones ayant connu de l'immigration, la même combinaison est disponible dans des dürüm à la place de la baguette.

### Impact culturel
En juin 2017, la Commission européenne a émis des recommandations visant à limiter l'acrylamide — un produit chimique résultant naturellement de certaines nourritures frites à haute température —, à cause de ses propriétés cancérigènes supposées. Le document proposait un changement dans la préparation des frites belges afin de prévenir la formation de l'acrylamide, en les faisant blanchir avant de les frire, ce qui s'oppose à la méthode belge traditionnelle où les frites sont passées deux fois à la friteuse. Cela conduisit à une vague de protestations de la part des politiciens belges qui y voyaient un assaut contre la culture et la tradition gastronomique de leur pays,.

### Sauces d'accompagnement

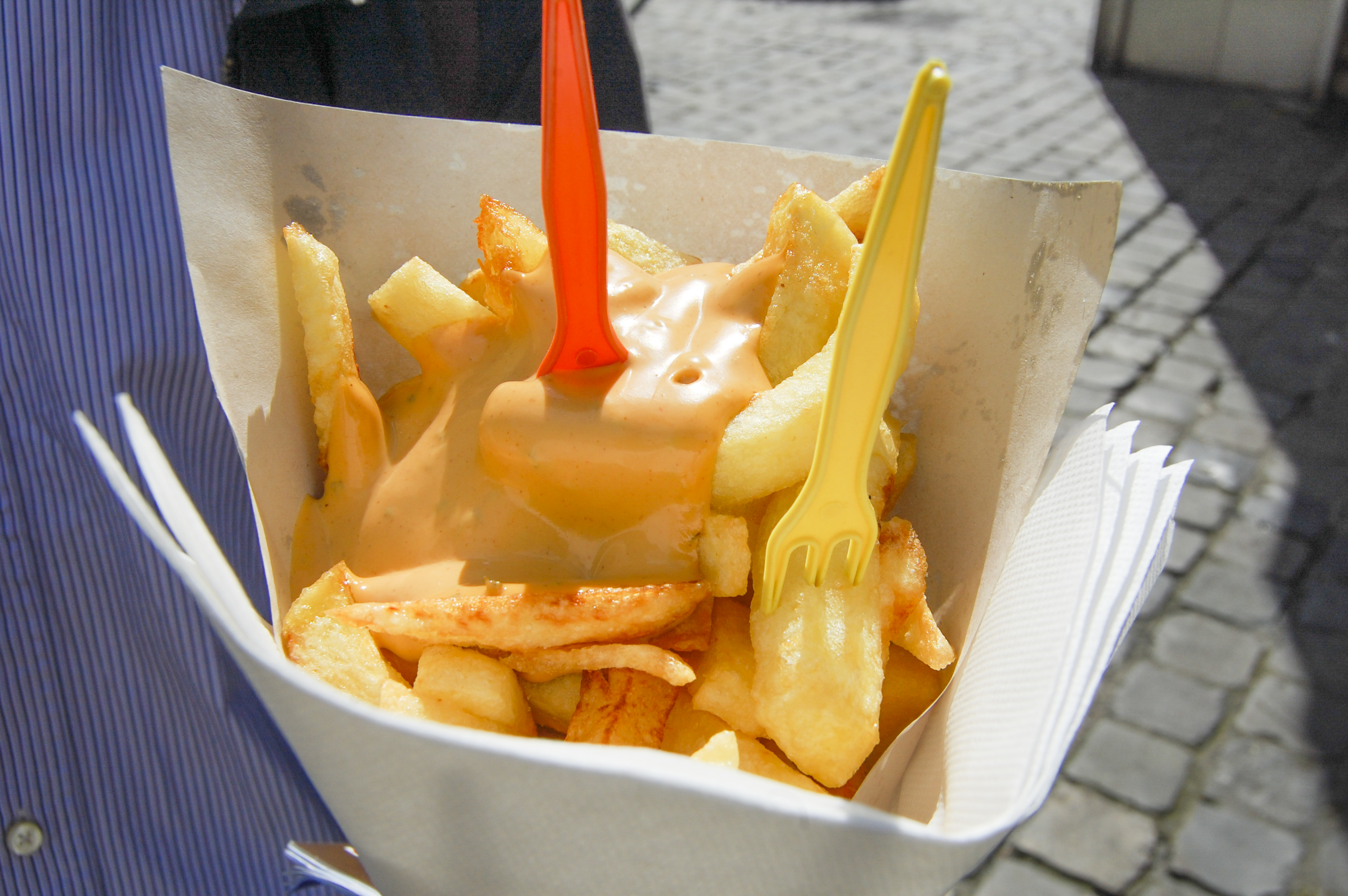
Frites belges nappées de sauce andalouse à Bruxelles.

La mayonnaise est à la base de la plupart des sauces traditionnellement utilisées pour les frites belges. Les friteries et les autres établissements de restauration rapide offrent un large choix de sauces pour les frites et viandes :
- l'aïoli ;
- la sauce andalouse : mayonnaise avec de la purée de tomate, des échalotes et du poivron doux ;
- la sauce américaine : mayonnaise avec de la tomate, du cerfeuil, des oignons, des câpres, du fonds de crustacés et du céleri. il existe une variante piquante (sauce américaine forte) ;
- la sauce béarnaise froide : mayonnaise avec échalotes et estragon ;
- la sauce Bicky : une marque commerciale faite de mayonnaise, de chou blanc, d'estragon, d'oignons, de concombre, de moutarde et de dextrose ;
- la sauce brésilienne : mayonnaise avec de l'ananas en purée, de la tomate et des épices ;
- la sauce cocktail ;
- la sauce curry ketchup ;
- la sauce curry mayonnaise ;
- la sauce Hannibal ;
- la Joppiesaus : une marque commerciale fait de mayonnaise, d'épices, d'oignons et de poudre de curry ;
- le tomato ketchup ;
- la sauce Mammouth : mayonnaise, tomate, oignon, curry, glucose, ail, sauce de soja ;
- la mayonnaise ;
- la moutarde ;
- la sauce au poivre : mayonnaise et poivre noir ;
- la sauce lapin : faite de sirop de Liège, cuisinée avec du raisin, des oignons, des pruneaux, des clous de girofle ;
- la sauce pickles : une sauce à base de vinaigre, de curcuma, de moutarde avec des morceaux de légumes croquants, similaire au piccalilli ;
- la sauce Riche : sauce rose basée sur la sauce tartare, colorée au jus de betterave ;
- la sauce à pita ;
- la sauce samouraï : mayonnaise avec du piment tunisien, des épices, des tomates et du poivron ;
- la sauce tartare ;
- la sauce à la zingara : sauce à base de tomates, de paprika et de poivron finement coupé, venant d'Allemagne.

Occasionnellement, les friteries proposent des sauces chaudes dont la sauce hollandaise, la sauce provençale, la sauce béarnaise et même de la carbonade flamande ou de la sauce lapin.

## Bières
Les bières belges comptent parmi les plus variées et les plus nombreuses du monde. Elles varient de la très populaire « pils » aux appellations exclusivement belges de lambic (fermentation spontanée), vieille brune, bière rouge ou bière brut en passant par les trappistes et autres bières d'abbaye ou de saison.

## Genièvre
Le genièvre (peket en wallon, jenever en néerlandais, Dutch gin en anglais) est une eau-de-vie (traditionnellement de grains, mais la réglementation européenne autorise tout alcool neutre d'origine agricole - sauf pour certaines appellations - mélangé avec au moins 1,5% de distillat de céréales dont le goût doit être perceptible) aromatisée de baies de genévrier (Juniperus communis ou Juniperus oxycedrus) typique du nord de l'Europe continentale.
C'est l'une des spécialités du nord de la France, de la Belgique (notamment de Hasselt et de Liège où il est connu sous le nom de peket), des Pays-Bas (notamment à Schiedam), et du nord de l'Allemagne, pour l'appellation d'origine contrôlée (AOC) européenne.

## Chocolat
Le chocolat belge est une spécialité gastronomique issue de l’appropriation par la Belgique de la production du cacao dans ses colonies. Avec 500 chocolatiers et 2 000 boutiques de chocolats en Belgique (soit une pour 5 500 habitants) en 2015, les Belges consomment en moyenne 8 kilos de chocolat par personne et par an, l’un des taux les plus élevés dans le monde. La Belgique produit 650 000 tonnes de chocolat par an, la majorité destinée à l'exportation.